# باد ایشل
شهر باد ایشل (به آلمانی: Bad Ischl) در استان اوبراسترایش با جمعیت ۱۴٬۰۹۳ نفر در کشور اتریش واقع شده‌است.